# زمین‌لرزه ۱۹۴۱ چونگپو
زمین‌لرزه چونگپو  در تاریخ ۱۶ دسامبر ۱۹۴۱ میلادی، برابر با ‎۲۵ آذر ۱۳۲۰، ساعت ۱۹:۱۹:۴۵ به زمان یوتی‌سی در تایوان ، منطقه چونگپو رخ داد. ژرفای این زلزله ۳۵ کیلومتر بود. بزرگی آن ۷٫۱ در مقیاس Mw اعلام شده‌است. زمین‌لرزه به وقت محلی در روز چهارشنبه، ساعت ۳ روی داده و منطقه زمانی آن یوتی‌سی +۸ بوده‌است .
سازمان زمین‌شناسی آمریکا نیز جای این زمین‌لرزه را در مختصات ۲۳°۱۸′شمالی ۱۲۰°۱۸′شرقی / ۲۳٫۳°شمالی ۱۲۰٫۳°شرقی و بزرگی آنرا برابر با ۷٫۱ در مقیاس ریشتر اعلام کرده‌است. 
شمار کشتگان زلزله حدود ۳۵۷ نفر بوده‌است.تعداد زخمیان ۷۱۸ نفر برآورده شده‌است.